# ADS 1359
ADS 1359 là một hệ sao bốn cực trong chòm sao Thiên Hậu. Nó bao gồm hai mặt trời giống như các ngôi sao trong một nhị phân che khuất với thời gian 2,5 ngày, lần lượt quay quanh một ngôi sao theo trình tự chính loại A với chu kỳ quỹ đạo 185 năm. Ngoài ra còn có HD 236848 là một người bạn đồng hành chuyển động thích hợp ở xa.

## Nhị phân trực quan
Nhị phân trực quan được phát hiện bởi Sherburne Wesley Burnham tại Đài thiên văn Dearborn ở Chicago vào năm 1880. Một quỹ đạo sơ bộ đầu tiên đã được tính toán vào năm 1971 bởi nhà thiên văn học Georgije Popović sử dụng các quan sát từ năm 1880 đến 1967. Các quỹ đạo được cải thiện đã được tính toán vào năm 1995, 2009 và 2017. Hai ngôi sao này đã được tách ra bởi 10″ khi chúng bị phát hiện, nhưng chỉ 050 vào năm 2010. Quỹ đạo có độ lệch tâm cao và sự phân tách của hai ngôi sao dao động trong khoảng 02 và 16.

## Nhị phân đôi
ADS 1359 được vệ tinh Hipparcos phát hiện là một nhị phân tách rời và được đặt tên biến sao V773 Cassiopeiae. Thời gian biến thiên xuất phát là 1,29 ngày, chính xác bằng một nửa chu kỳ quỹ đạo của cặp bên trong do mỗi quỹ đạo tạo ra hai lần nhật thực gần như giống hệt nhau. Các ngôi sao che khuất là cặp bên trong của hệ thống. Hai ngôi sao kết hợp vẫn mờ hơn khoảng tám lần so với ngôi sao thứ ba và do đó, nhật thực làm giảm độ sáng tổng thể của V773 Cas xuống dưới 0,1 độ.

## HD 236848
Danh mục sao đôi Washington liệt kê ra bạn đồng hành cường độ thứ 16 là thành phần C và bạn đồng hành cường độ thứ 10 là thành phần D. Thành phần D là HD 236848 và nó có chung chuyển động không gian và khoảng cách với ba ngôi sao bên trong.